# Armand Marc de Montmorin Saint-Hérem
Armand Marc de Montmorin Saint-Hérem, född 13 oktober 1745, död 2 september 1792, var en fransk greve och politiker.
Montmorin var ambassadör i Spanien, kallades att efterträda Charles Gravier de Vergennes som utrikesminister och fungerade som sådan 1789-91. Montmorin var Honoré Gabriel Riqueti de Mirabeaus talesman i regeringen. Efter regeringens avgång var han Ludvig XVI:s hemlige rådgivare, fängslades 10 augusti 1792 och dödades i massakern i september.
Montmorins dotter, Pauline Montmorin, gift med greve C. F. de Beaumont, är känd för att ha varit älskarinna åt François-René de Chateaubriand.